# Prickly Pear Cays
Die Prickly Pear Cays (von englisch prickly pear ‚Feigenkaktus‘) sind eine aus drei unbewohnten Inseln bestehende Inselgruppe von Anguilla, einem Britischen Überseegebiet in der Karibik.

## Geographie
Die beiden größten Sandinseln der Gruppe, die Prickly Pear West und Prickly Pear East genannt werden, sind nur durch einen 150 m breiten Wasserkanal voneinander getrennt. Beide Inseln sind flach und mit Gestrüpp bewachsen. Laut Karte werden die Inseln auch schlicht West I. und East I. genannt, mit Höhen von 19 bzw. 12 Metern (Originalangabe 62 bzw. 38 feet). Knapp 400 Meter nördlich der östlichen Insel liegt die winzige North I. (auch North Cay), die nur 30 Meter im Durchmesser aufweist und zwei Meter (6 feet) hoch ist.
Knapp einen Kilometer nördlich der westlichen Insel liegen die beiden Flirt Rocks, die nach der Karte (dort im Singular Flirt Rock) eine Höhe von fünf Metern (Originalangabe auf Karte 16 feet) erreichen, und die nicht mehr zur Inselgruppe gehören.
Knapp 5 km nordwestlich von Prickly Pear West liegt Dog Island (Anguilla), etwa 11 km östlich die Insel Anguilla.